# Pericondru
Pericondrul (din limba greacă: περί peri „în jurul”, și χόνδρος condros „cartilaj”) este o membrană densă de țesut conjunctiv care acoperă cartilajul (țesutul conjunctiv semidur) și oasele în dezvoltare.